# Isocetylstearat
Isocetylstearat ist eine chemische Verbindung aus der Gruppe der Ester der Stearinsäure.

## Eigenschaften
Isocetylstearat ist eine geruchlose ölige Flüssigkeit, die praktisch unlöslich in Wasser ist.

## Verwendung
Isocetylstearat wird als Hautpflegemittel und Emolliens verwendet. Es wirkt nicht klebrig und wird nicht ranzig.